# Vivantes Klinikum Kaulsdorf

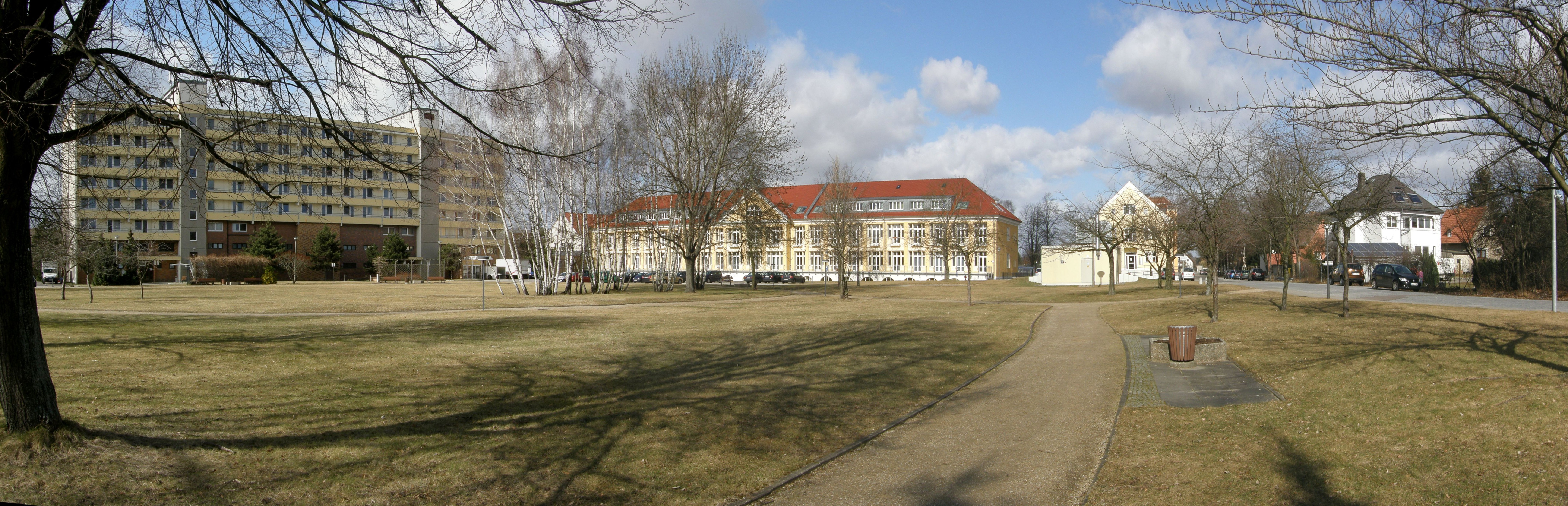
Ansicht von der Straße Alt-Kaulsdorf aus (2014)

Das Vivantes Klinikum Kaulsdorf (bis 2015: Vivantes Klinikum Hellersdorf) ist ein Krankenhaus der erweiterten Regelversorgung im Ortsteil Kaulsdorf des Berliner Bezirks Marzahn-Hellersdorf (Adresse Myslowitzer Straße 45). Es gehört zum kommunalen Klinikverbund Vivantes und ist akademisches Lehrkrankenhaus der Charité – Universitätsmedizin Berlin. Die Klinik beherbergt 12 Fachbereiche und verfügt über 465 Betten. Jährlich werden rund 16.000 Patienten stationär und 26.000 ambulant versorgt (Stand 2023).
Zwischen 1997 und 2009 befand sich die Hauptverwaltung mit den psychiatrischen Kliniken des VKH am Brebacher Weg 17 (ehemals Wilhelm-Griesinger-Krankenhaus) in Berlin-Biesdorf. Dieses Areal wurde schrittweise an das Management des Unfallkrankenhauses Berlin abgegeben, teilweise auch verkauft, während die Gebäude auf dem Gelände in Kaulsdorf ausgebaut bzw. ergänzt wurden.

## Geschichte
Das Gelände zwischen dem Münsterberger Weg (Nord), der Myslowitzer Straße (West) und der Straße Alt-Kaulsdorf (Süd), eine frühere landwirtschaftliche Nutzfläche, wurde 1940 beschlagnahmt und im Auftrag des Generalbauinspektors für die Reichshauptstadt von der Organisation Todt bebaut. Zwei Backsteinbauten und fünf Holzbaracken sollten Unterkunft für 1000 Fremdarbeiter bieten, die in Kaulsdorf Luftschutzbunker zu errichten hatten. Ob die Wohnmöglichkeiten jemals fertiggestellt wurden, ist nicht genau bekannt. Es wurden jedoch mehrere Bunker gebaut, die im Wesentlichen auf dem späteren Krankenhausgelände lagen. Im Jahr 1943 wurden die Baracken und Wohnhäuser auf Basis des Gesetzes zum Schutz der Volksgesundheit in ein Hilfslazarett verwandelt; mit den Bereichen Innere Medizin, Infektions-, Haut- und Geschlechtskrankheiten sowie Chirurgie. Dieses Lazarett blieb bis zum Ende des Zweiten Weltkriegs erhalten. Im September 1945 ging es als Städtisches Krankenhaus Kaulsdorf in die Verantwortung des Bezirks Lichtenberg über. Es war nun ein öffentliches Krankenhaus für 300 Patienten mit weiteren medizinischen Bereichen, darunter auch eine Frauenklinik mit geburtshilflicher Abteilung.

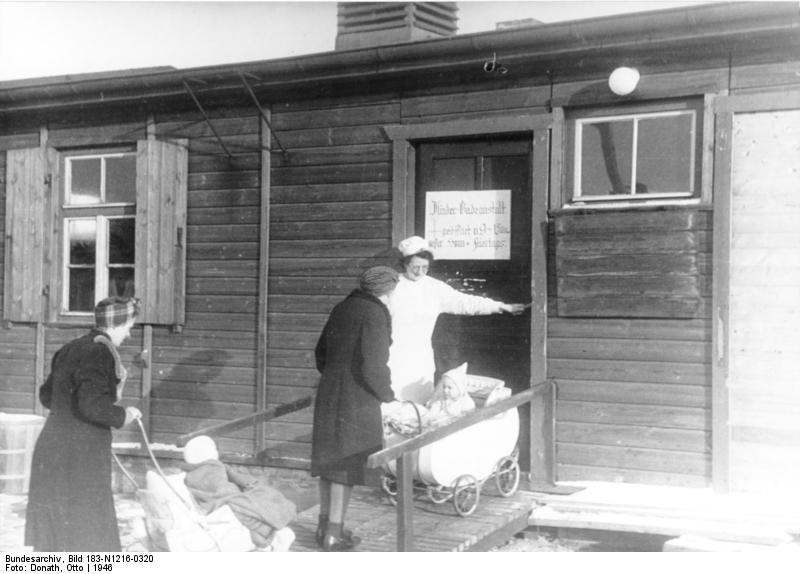
Babybadeanstalt im Städtischen Krankenhaus Kaulsdorf (1946)
Deutlich sichtbar ist die Umnutzung einer Holzbaracke.

Die Einrichtung wurde schrittweise baulich umgestaltet und erweitert. Sie hielt 1959 bereits 560 Betten für die stationäre Behandlung Kranker bereit. In der DDR-Zeit entstanden im Jahr 1982 eine Rettungsstelle und ein neues siebengeschossiges Bettenhaus (1990) als Plattenbau (Haus 10). Insgesamt gab es 1989 neun Häuser für medizinische Zwecke, einen Wirtschaftshof, ein Heizhaus (Haus 15) und eine Küche. Das Krankenhausgelände hatte zu dieser Zeit eine Fläche von rund 30.000 m². Ein ebenfalls in der DDR-Zeit gebautes Schwesternwohnheim wurde 1987 zu einer Poliklinik umgebaut und nach der Wende im Jahr 1992 zu einem Ärztehaus umgestaltet. Die Rettungsstelle, saniert und technisch erneuert, erfüllt weiterhin ihre Erstversorgungsaufgaben.
Die Bunker wurden nicht beseitigt, sondern während der DDR-Zeit entweder verschlossen gehalten oder als Lager genutzt.
Nach der Wende wurde das Land Berlin Träger des Krankenhauses. Der Senat von Berlin beschloss eine Standorterneuerung in Kaulsdorf, zu der es im Jahr 1995 einen von dieser Verwaltung ausgelobten Architekturwettbewerb gab. Mit der Umsetzung des Siegerentwurfs des Berliner Architekten Wolfgang Scharlach sollte erstmals eine ausgewogene Krankenhausanlage entstehen, die auch baulich harmonierte. Wichtigster Punkt war die Schaffung eines neuen Eingangsbereiches bei der Erweiterung nach Süden zur Straße Alt-Kaulsdorf hin. Der Plan wurde jedoch nach längeren Diskussionen aus verschiedenen Gründen nicht umgesetzt.
Dagegen entschied die Senatsverwaltung mit einer Ordnungsverfügung im August 1996, dass zum 1. Januar 1997 die Kaulsdorfer Klinik und das Biesdorfer Wilhelm-Griesinger-Krankenhaus zusammenzuschließen sind und als Krankenhaus Hellersdorf weitergeführt werden. Der Zusatz „Hellersdorf“ machte die Lage und Bedeutung im Bezirk Marzahn-Hellersdorf deutlich, die Klinik hatte einen Einzugsbereich von fast 300.000 Personen.
Die im Bereich Wuhlgarten vorhandenen 33 Einzelgebäude wurden den Vorstellungen eines modernen Klinikbetriebs unter Berücksichtigung des Denkmalschutzes angepasst. Das neue Krankenhaus verfügte nun über eine Kapazität von mehr als 1000 Betten. Nachdem zum Januar 2001 die Vivantes Gruppe den Krankenhauskomplex übernommen hatte, erhielt er den Namen Vivantes Klinik Hellersdorf (VKH). Bald darauf wurde eine komplette Aufgabe des Standortes Kaulsdorf als Krankenhaus der Vollversorgung in Erwägung gezogen, der aber durch zahlreiche Proteste von Patienten, Anwohnern und des medizinischen Personals verhindert werden konnte.

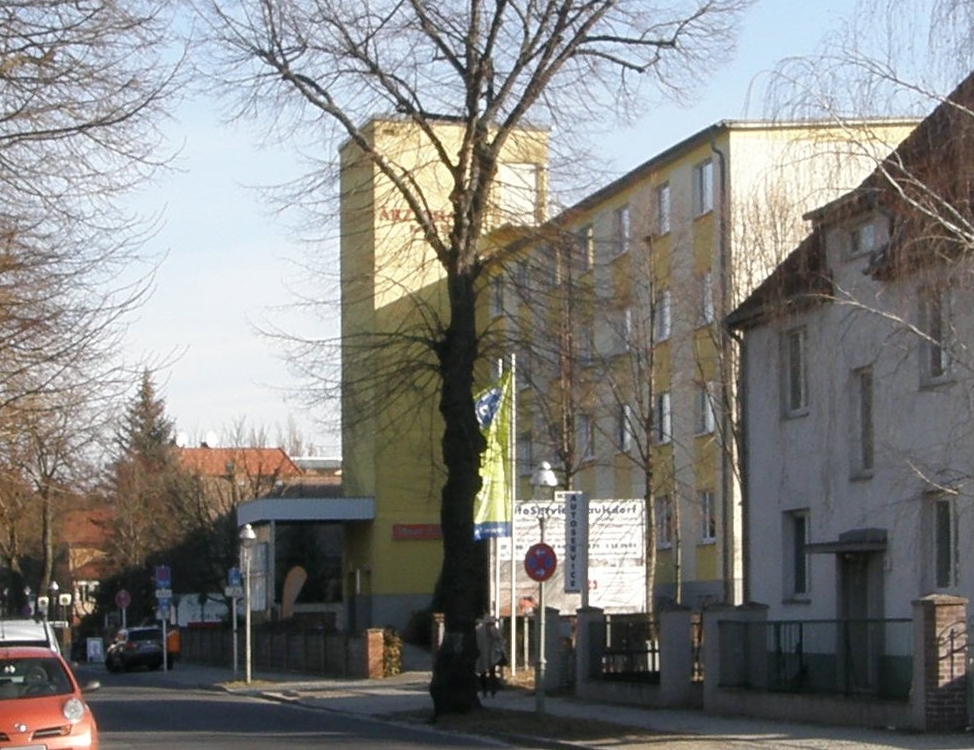
Ärztehaus in der Myslowitzer Straße 59 (2012)

Nun ging es um Anpassungsmaßnahmen auf dem Gelände des Kaulsdorfer Krankenhauses zur Standortkonzentration: drei Gebäude im Zugangsbereich Myslowitzer Straße waren abzureißen (ehemalige Häuser 2, 3 und 4), an ihrer Stelle entstand ein kleiner Park. Das frühere Haus 7/7a wurde nach fünfjährigem Leerstand total saniert und dient nun als Verwaltungsgebäude, im Haus 7 ist auch eine Dauerausstellung zur Geschichte des Krankenhauses in Kaulsdorf zu sehen.
Im Ergebnis eines neuen Architekturwettbewerbs wird seit 2009 auf der erweiterten Fläche umfangreich gebaut – begonnen mit drei Pavillons für den Fachbereich Psychiatrie. Diese und das Nachfolgeprojekt sind mit insgesamt 50 Millionen Euro veranschlagt, die von Vivantes und teilweise vom Land Berlin bereitgestellt werden.
Die zwei- bis dreistöckigen Pavillons entstanden nach Plänen der Berliner Architekten Hascher und Jehle sowie der Architekten Monnerjahn, Kast, Walter aus Düsseldorf.
Im Jahr 2013 wurde der Grundstein für einen vorläufig letzten großen dreiteiligen, viergeschossigen Neubau gelegt, der Stationen für die Bereiche Psychiatrie/Psychotherapie/Psychosomatik und Geriatrie bietet. Das Ensemble entstand nach Plänen der Planungs- und Ingenieurgesellschaft MHB, die sich auf Gesundheitsbauten, Pflegeheime, Schul- und Wissenschaftsbauten spezialisiert hat. Der Neubau umfasst 164 Betten für die stationäre Behandlung und 36 Plätze in der Tagesklinik. Die offizielle Eröffnung erfolgte am 19. Februar 2016. Mit dem endgültigen Ausbau des Gebäudekomplexes in Kaulsdorf belegt die Klinik eine Fläche von etwa 53.000 m².

## Medizinische Fachbereiche (Stand 2023)

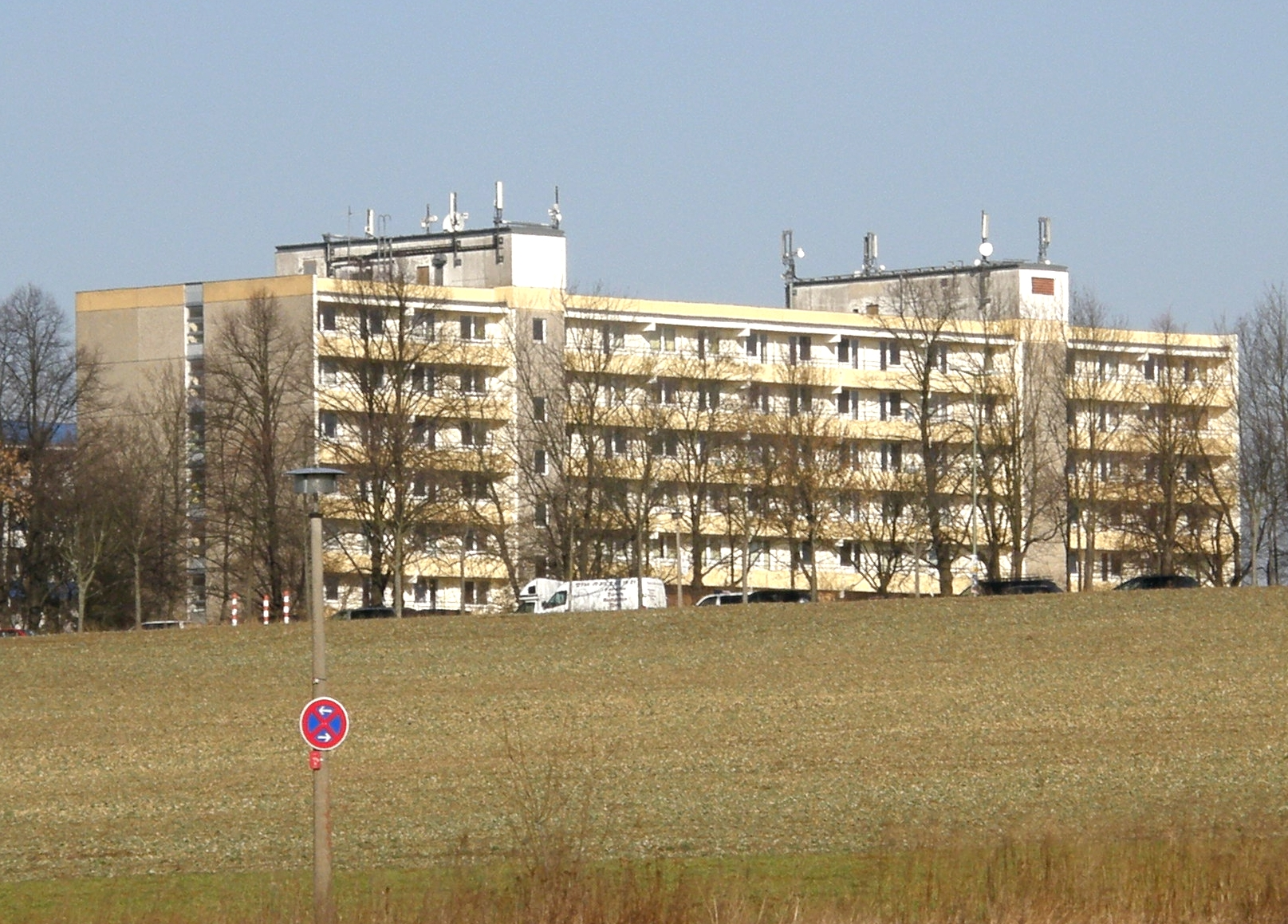
Haus 10 (Ansicht vom Kressenweg aus)

| - Allgemein- und Viszeralchirurgie - Anästhesie, Intensivmedizin und Schmerztherapie - Geburtsmedizin - Gynäkologie - Innere Medizin – Gastroenterologie und Diabetologie - Innere Medizin – Geriatrie - Innere Medizin – Kardiologie - Pathologie - Psychiatrie, Psychotherapie und Psychosomatik - Unfallchirurgie und Orthopädie - Radiologie und interventionelle Therapie - Rettungsstelle |

Der Qualitätsbericht erfasst Struktur- und Leistungsdaten des Krankenhauses und seiner Fachabteilungen.